# 小野善生
小野 善生（おの よしお、1974年9月 - ）は、日本の経営学者。滋賀大学経済学部教授。博士（経営学）(神戸大学・2003年)。

## 来歴・人物
1974年京都生まれ。1997年滋賀大学経済学部卒業。2003年神戸大学大学院経営学研究科博士後期課程修了。2003年3月31日、「フォロワーの語りから構成されるリーダーシップの分析」で博士（経営学）の学位を取得（授与番号：甲第2703号）。リーダーの立場からリーダーシップを研究する従来の視点とは異なり、リーダーシップの受け手からの視点によるリーダーシップの考察がなされた。
2003年4月に滋賀大学経済学部助手、2004年より2006年まで同校講師、2006年より同校助教授、2007年に准教授を経て、2009年より関西大学商学部准教授。専門は組織論、リーダーシップ論、組織行動論、経営管理論、経営学である。滋賀大学ではヨット部の顧問であった。2014年滋賀大学経済学部准教授に復帰。2017年同教授に昇格。
2005年に経営行動科学学会優秀事例研究賞を受賞した。

また、言論誌『京の発言』(2010年に廃刊)の常連執筆者でもあった。KAIKA Awards2016の検討委員。
著書『リーダーシップ』はリーダーシップ理論のエッセンスをコンパクトに、分かりやすく記述する。
著書『最強の「リーダーシップ理論」集中講義』は、PM理論、変革型リーダーシップ、サーバント・リーダーシップなど、代表的なリーダーシップ理論を紹介する。
著書『フォロワーが語るリーダーシップ』は、リーダーシップをフォロワーの認知が重要な要件であることを明らかにした。
著書『リーダーシップ入門講座』は具体的なケースをまじえながらリーダーシップを分かりやすく解説する。
2008年企業家研究フォーラムで「神戸洋菓子の地場産業化の考察　－商品・顧客・作り手の視点から－」のタイトルで講演を行った。
2001年日本認知科学学会文学とコンピューター研究分科会で「リーダーシップ研究における新たなる分析視角の探求」のタイトルで講演を行った。

## 年譜
- 1997年 - 滋賀大学経済学部卒業
- 2003年 - 神戸大学大学院経営学研究科博士後期課程修了
- 2003年 - 滋賀大学経済学部助手
- 2004年 - 滋賀大学経済学部講師
- 2005年 - 経営行動科学学会優秀事例研究賞受賞
- 2006年 - 滋賀大学経済学部助教授
- 2007年 - 滋賀大学経済学部准教授
- 2009年 - 関西大学商学部准教授
- 2014年 - 滋賀大学経済学部准教授
- 2017年 - 滋賀大学経済学部教授

## 著書

### 単著
- 『リーダーシップ』（ファーストプレス、2007）

### 分担執筆
- 『ビジネス・ケースブック3』（一橋大学イノベーション研究センター編　東洋経済新報社、2004）
- 『日本企業再生の課題』（日本経営学会編　千倉書房、2005）

## 主な所属学会
- Academy of Management
- 組織学会
- 日本経営学会
- 経営行動科学学会
- 企業家研究フォーラム